# Homofóbia, transzfóbia és bifóbia elleni világnap
A homofóbia, transzfóbia és bifóbia elleni világnapot (korábban: homofóbia és transzfóbia elleni világnap, angolul: International Day Against Homophobia, Transphobia and Biphobia) avagy röviden IDAHOBIT minden év május 17-én ünneplik. A dátum onnan ered, hogy 1990-ben ezen a napon törölte az Egészségügyi Világszervezet (WHO) a homoszexualitást a Betegségek nemzetközi osztályozásából.
2005 óta a világnapot Magyarországon is ünneplik.

## Története
A homofóbia és transzfóbia elleni nemzetközi nap kezdeményezője Louis-Georges Tin volt, aki 2013-ig a Nemzetközi Leszbikus, Meleg, Biszexuális, Transznemű és Interszexuális Szövetség (ILGA) francia szekciójának elnöke volt. Amellett, hogy a május 17-i dátum a WHO betegségként való meghatározásának megszűnésére emlékeztet, párhuzamot mutat a német büntető törvénykönyv egykori 175. paragrafusával is, ezért Németországban már 1990 előtt is gúnyosan "meleg ünnepként" emlegették május 17-ét.
2006. május 17-én a németországi leszbikus és meleg szövetség (LSVD) akkori szóvivője, Sabine Gilleßen a homofóbia elleni nemzetközi nap alkalmából a következőket nyilatkozta: "Világszerte a homoszexualitásukat nem rejtegető, nyíltan élő leszbikusokat és meleg férfiakat diszkrimináció és üldözés fenyegeti. Felszólítjuk a német kormányt, hogy kövesse Belgium, Franciaország és az Európai Parlament példáját, írja alá az ENSZ-hez intézett petíciót, és lépjen fel amellett, hogy az ENSZ nyilvánítsa május 17-ét a homofóbia elleni küzdelem napjává".
A Human Rights Watch emberi jogi szervezet a 2008-as akciónap alkalmából Lech Kaczyński lengyel elnököt a világ homoszexuálisokkal szemben leginkább diszkriminatív politikusai közé sorolta. Yoweri Museveni ugandai államfőt is bírálták, amiért nyíltan a homoszexuálisok kirekesztésére szólított fel. Ezzel szemben Írország, Kolumbia és Nepál előrelépést ért el az egyenlő jogok terén.
2009 májusában a homoszexualitás még mindig büntetendő volt mintegy 70 országban; hét országban (Iránban, Szudánban, Jemenben, Mauritániában és Szaúd-Arábiában, valamint a saría uralta Szomáliában és Nigériában) a homoszexuális cselekményekért halálbüntetés járt. Nem világos, hogy az Egyesült Arab Emírségekben is halállal büntetik-e a homoszexualitást.
2018-ban többnyire flashmob-szerű akciókat tartottak legalább 68 német városban. A nap alkalmából Dunja Mijatović, az Európa Tanács emberi jogi biztosa arról panaszkodott, hogy a melegek, leszbikusok, biszexuálisok és transzszexuálisok elleni gyűlölet széles körben elterjedt Európában. Számos európai országban az előítéletek és az erőszak megakadályozta, hogy a homoszexuálisok és transzszexuálisok szabadon és biztonságban éljenek. Az Európán belüli és kívüli országokban akciókat töröltek, vagy akár erőszakot is alkalmaztak az aktivistákkal szemben. Május 17-én először lengett szivárványos zászló az Európai Parlament előtt Brüsszelben. Német nagykövetségek is részt vettek az IDAHOBIT-on: Kínában például egy nagy szivárványos zászló díszítette a nagykövetség épületét. Több kelet-európai országban nyugati nagykövetségek nyilatkozatokat tettek közzé, amelyekben kifejezték támogatásukat az LMBTI emberek iránt, például Moldovában.

## Névváltozatok
Ezen napot a kezdetektől fogva a homofóbia elleni nemzetközi napnak nyilvánították, és gyakran IDAHO rövidítéssel jelölik (nem összetévesztendő az azonos nevű USA-tagállammal). 2009-ben, felismerve, hogy a szexuális irányultsággal kapcsolatos megkülönböztetés különbözik a transzfóbiától, de a heteronormativitással szembeni közös álláspontok miatt közös akciónapot lehet tartani, az elnevezés kiegészült a transzfóbiával, és a napot gyakran IDAHOT-ként is rövidítették mint a homofóbia és transzfóbia elleni nemzetközi napot. 2015 óta a bifóbia is bekerült a névbe, 2016 óta pedig az interfóbia. 2015 óta az IDAHOBIT rövidítésben a B és I betűk a bi- és interszexualitásra utalnak.